# هوسو (مدرسة)

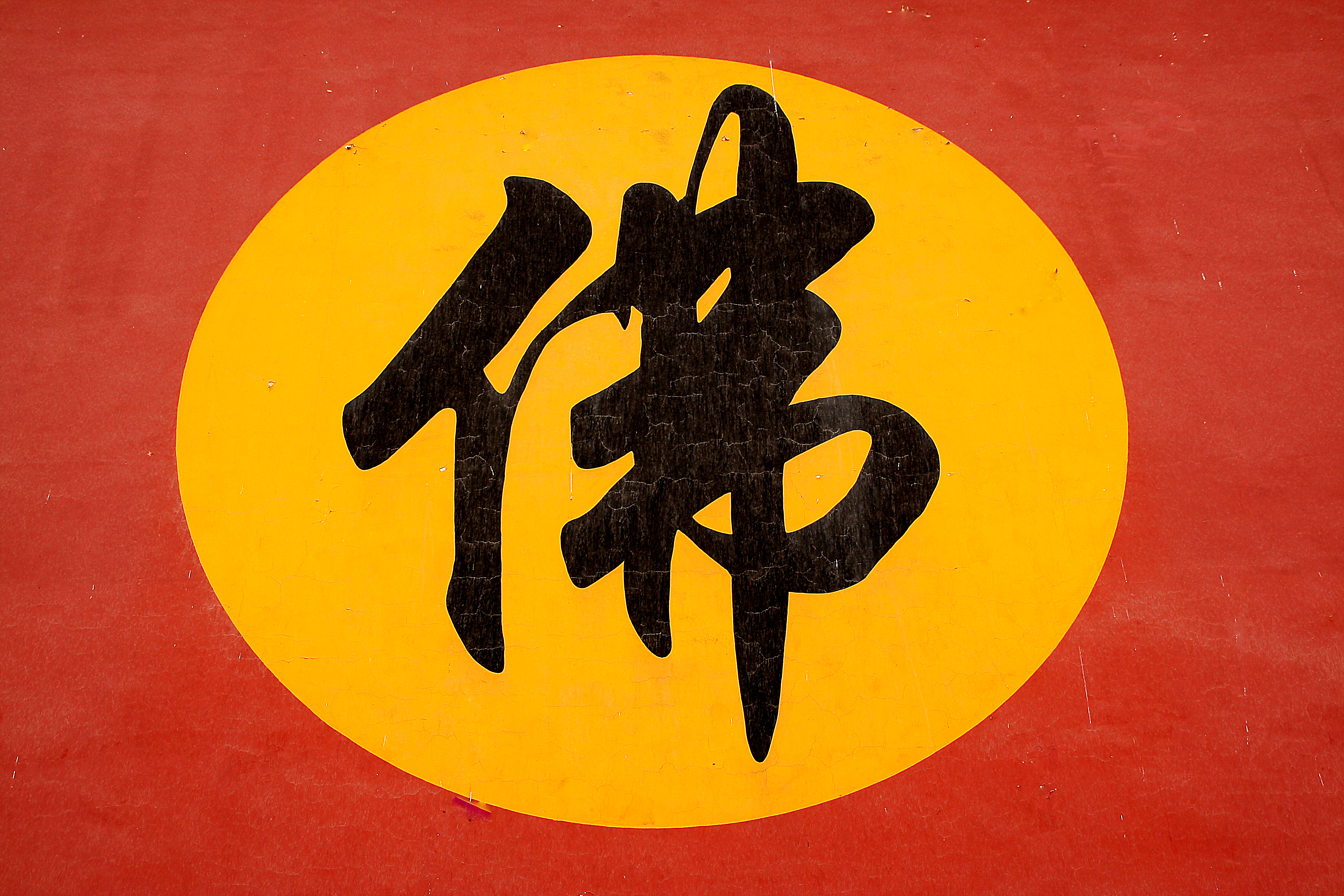

الهوسو هو أحد مدارس الماهايانا البوذية في اليابان وهو واحد من بين مذاهب نارا البوذية الستة